# Качан Онисим Олександрович
Онисим Олександрович Качан (нар. 13 липня 1922 Київ - пом. 6 квітня 1996)  — доктор хімічних наук, професор. Фахівець у галузі фотохімії, радіаційної хімії і хімії високомолекулярних сполук.

## Біографія
Онисим Олександрович Качан народився 13 липня 1922 р. у М. Київ. У 1930-41 рр. навчався в школі, а потім вступив до Київського інституту кіноінженерів. Згодом навчався в Єреванському політехнічному інституті, який закінчив у 1945 р. та працював на кафедрі фізичної та колоїдної хімії цього ж інституту. У 1946 р. переїздить до Києва і працює в Інституті фізичної хімії АН УРСР на посаді молодшого наукового співробітника, де у 1951 р. захистив кандидатську дисертаційну роботу на здобуття наукового звання кандидата хімічних наук. З 1952 до 1961 р. працював у Білоцерківському сільськогосподарському інституті асистентом, доцентом, а потім завідувачем кафедри загальної хімії. З 1961 до 1975 р. працював в Інституті хімії високомолекулярних сполук АН УРСР старшим науковим співробітником, завідувачем лабораторії та завідувачем відділу модифікації полімерів. У 1970 р. захистив докторську дисертацію, а у 1971 р. О.О. Качану присвоєно наукове звання професора. З 1975 до 1978 р. - завідувач відділу Інституту фізіології рослин АН УРСР, а у 1978 - 1990 рр. завідувач відділу, провідний науковий співробітник Інституту біоорганічної хімії та нафтохімії НАН України.

## Науковий доробок
Онисим Олександрович Качан проводив дослідницьку роботу в галузі модифікації полімерних матеріалів шляхом сенсибілізованої прищепленої полімеризації, яка мала велике практичне значення. Був відомим фахівцем у галузі фотохімії, радіаційної хімії і хімії високомолекулярних сполук. Ним розроблена фотохімічна технологія коекструзії з фотохімічним зшиванням для отримання двошарової ізоляційної плівки, яка знайшла широке використання для захисту металевих поверхонь від корозії. 
Під його керівництвом підготовлено 19 кандидатів наук, його наукові здобутки та науково-організаційна діяльність відзначена медалями «За трудовую доблесть», «За доблестный труд», «Изобретатель СССР» та ін.

## Вибрані наукові праці
О.О. Качан - автор майже 250 наукових публікацій, зокрема 26 винаходів СРСР і 3 монографій. 

### Монографії
1. Качан А.А., Шрубович В.А. Фотохимическое модифицировае синтетических полимеров. - Киев: Наук. думка, 1973. -159 с.
2. Качан АА, Замотаев П.В. Фотохимическое модифицирование полиолефинов. - Киев: Наук. думка, 1990.- 278 с.
3. Качан А.А. Развитие физической химии на Украине. - Киев: Наук. думка, 1989.- 278 с.
4. Качан А.А., Дикий МА, Замотаев П.В. Фотоинициированное сшивание в присутствии перекисных соединений // Пласт. массы. -1986. - №12.- С.1309 -1312.

### Статті
- 1. Zamotaev, P. V., Litsov, N. J., & Kachan, A. A. (1986). Photochemical reactions of 9, 10-anthraquinone and some of its derivatives in polyethylene. Polymer photochemistry, 7(2), 139-152.
- 2. Kachan, A. A., Kurgan, N. P., Kulik, N. V., Boyarskii, G. Y. (1971). Two-photon heterogeneous photodegradation of an aromatic polyurethane [Архівовано 19 Квітня 2018 у Wayback Machine.]. Theoretical and Experimental Chemistry, 4(4), 314-317.
- 3. Kulik, N. V., Negievich, L. A., Kachan, A. A. (1974). Study of the reaction of phenyl isocyanate with Aerosil. Theoretical and Experimental Chemistry, 7(5), 568-571.
- 4. Качан, А. А., Чернявский, Г. В., & Шрубович, В. А. (1967). Фотохимическое сшивания полиетилена в присутствии хлороформа, четыреххлористого углерода, тетрахлоретилена и бензофенона. Высокомолекулярные соединения, 43.